# Mariana Nogueira
Mariana Nogueira (Rio de Janeiro) é uma esportista brasileira de surf na modalidade bodyboard.
Iniciou sua carreira nos anos 1980, influenciada pela irmã Isabela Nogueira. Mariana é tri- campeã mundial, pentacampeã brasileira e hexa campeã-estadual, e é  carioca.
Mariana Nogueira está afastada das competições desde 2001, quando sua filha Mariah nasceu e ano que conquistou seu último campeonato Mundial.